# 5778 Jurafrance
5778 Jurafrance è un asteroide della fascia principale. Scoperto nel 1989, presenta un'orbita caratterizzata da un semiasse maggiore pari a 2,5848296 UA e da un'eccentricità di 0,1302008, inclinata di 14,03844° rispetto all'eclittica.